# درجات دانش
درجات دانش (به انگلیسی: The Degrees of Knowledge) کتابی است از فیلسوف فرانسوی ژاک ماریتن، که در سال ۱۹۳۲ منتشر شده‌است. ماریتن در این کتاب دیدگاه توماس آکویناس به‌نام رئالیسم انتقادی را پذیرفته و آن را در مواضع معرفت‌شناختی خود به‌کار می‌گیرد. بر اساس رئالیسم انتقادی، آنچه می‌دانیم با آنچه هست یکسان است، و دانستن یک چیز به این معناست که «ماهیت» آن به‌صورت غیرمادی در ذهن وجود داشته باشد. ماریتن در درجات معرفت، این دیدگاه را به کار می‌برد، زیرا در پی تبیین ماهیت دانش، نه تنها در علم و فلسفه، بلکه در ایمان و عرفان دینی است. ماریتن استدلال می‌کند که دانش دارای «انواع» و «نظم‌هایی» اسن که در درون آن، «درجات» متفاوتی وجود دارد و بر اساس ماهیت چیزی که باید شناخته شود، و به «درجه انتزاع» مربوط است. این کتاب به دو بخش تقسیم شده‌است: بخش اول درجات معرفت علم و فلسفه یا «معرفت عقلی» و بخش دوم درجات معرفت ایمان و عرفان دینی یا «معرفت فوق‌عقلی».

## خلاصه

### معرفت‌شناسی
فلسفه و علوم تجربی
ماریتن مرحله آزمایشی دانش را معرفی می‌کند، که از نظر او ابتدایی‌ترین درجات دانش است. دانش تجربی نوعی دانش پسینی، یا دانش پس از تجربه است. اگر آنچه شناخته‌شده‌است، لزوماً موردی باشد تا تصادفی، دانش تجربی این ظرفیت را دارد که به یک قانون تبدیل شود.
دانش ما از جهان معقول
ماریتن انواع دانش را مورد بحث قرار می‌دهد و ادعا می‌کند که دانش تنها زمانی معتبر است که شما بپذیرید که واقعیت حقیقت دارد.
دانش متافیزیکی
ماریتن نوعی دانش را مورد بحث قرار می‌دهد که اشیاء آن فراتر از تجربه معقول ما هستند؛ این دانش متافیزیکی است. موضوعات دانش مابعدالطبیعی می‌توانند از احتمالاتی که فراتر از محدوده آن چیزی است که ما می‌دانیم و از نظر فیزیکی درست است، متغیر باشد.
تجربه و فلسفه عرفانی
ماریتن سه شکل خرد را مورد بحث قرار می‌دهد، که در آن خرد به‌عنوان «شکل عالی دانش که هدفی جهانی دارد و بر اساس اصول اولیه است، تعریف می‌شود. اولین شکلی که او توصیف می‌کند دانش متافیزیکی است. او ادعا می‌کند که عاقل‌ترین مردم کسانی هستند که «وجود خدا را حس می‌کنند». نوع دوم حکمت مورد بحث او علم قیاس است. و شکل سوم حکمت، به گفته ماریتن، الهیات است.
در حکمت آگوستین
ماریتن دربارهٔ آگوستینیسم و تومیسم بحث می‌کند. تعالیم سنت آگوستینوس به ما می‌گوید که بالاترین شکل خرد، حکمت روح‌القدس است. این دیدگاه را آگوستینیسم می‌نامند. آموزه‌های سنت توماس (یا تومیسم) شبیه آگوستینیسم است، اما جهانی‌تر و فنی‌تر.
جان مقدس صلیب، عمل‌کننده زندگی متفکرانه
ماریتن تفاوت بین دانش قابل انتقال و غیرقابل انتقال را مورد بحث قرار می‌دهد. دانش قابل انتقال دانشی است که ما از اشیاء تجربه داریم و می‌توان آن‌ها را از طریق مفاهیم و ایده‌ها بیان کرد. دانش غیرقابل انتقال، اگرچه از طریق تجربه نیز به‌دست می‌آید و در نتیجه دارای ابژه‌های عینی است، اما نمی‌توان آن را از طریق مفاهیم و ایده‌ها بیان کرد، زیرا هیچ چیزی وجود ندارد که بتوان آن‌ها را به وسیله آن بیان کرد.

### متافیزیک
ماریتین در درجات دانش، ایده خود از «رئالیسم انتقادی» را مورد بحث قرار می‌دهد. ماریتن هفت نکته از نظریه توماس آکویناس در مورد ماهیت دانش را فهرست کرده و مورد بحث قرار می‌دهد، زیرا رئالیسم انتقادی ماریتن به‌شدت تحت‌تأثیر آکویناس قرار داشت. نخست، ماریتن بیان می‌کند که دانش یک موجود، معیاری برای سنجش غیرمادی بودن آن است. ثانیاً، ماریتن بیان می‌کند که برای دانا، دانستن چیزی بیش‌تر از این‌که ماده با صورت در پیوند است، با آنچه معلوم است پیوند دارد. سوم، ماریتن بیان می‌کند که دانش مترادف با هستی است. وی ادامه می‌دهد که به همین دلیل علم و وجود خدا از هم جدا نیستند. چهارم، ماریتن بیان می‌کند که دانش یک فعالیت نیست. پنجم، ماریتن بیان می‌کند که دانا و معلوم یکی هستند. ششم، ماریتن از ابزار اتحاد بین دانا و معلوم بحث می‌کند. در نهایت، ماریتن بیان می‌کند که کسب دانش، تغییر در وجود است.

## بازخورد
فیلسوف آدولف گرونبام استدلال کرد که ماریتن تفسیر نادرستی از ماهیت هندسه ارائه می‌دهد.